# アシモフのミステリ世界
『アシモフのミステリ世界』（Asimov's Mysteries）は、アイザック・アシモフのSF小説短編集。1968年に刊行された。

## 概要
ミステリ作家としても活躍し、『鋼鉄都市』などのSFミステリの第一人者として知られるアシモフの、SFミステリ短編を集めた作品集。乗り物嫌いの地球外生物学者ウェンデル・アース博士の推理が冴えるシリーズ作品『歌う鐘』『もの言う石』『やがて明ける夜』『鍵』、007を思わせるハードボイルド作品『ヒルダぬきでマーズポートに』、アシモフ18歳の雑誌デビュー作『真空漂流』と20周年を記念した続編『記念日』などを収録している。

## 収録されている短編

### 歌う鐘The Singing Bell
※初出『F&SF』1955年1月号。ウェンデル・アース博士もの。
（歌う鐘とは、月面上の軽石が圧力で固まったとき、中に真空の空洞ができたものである。これを叩くと空洞に入っている岩屑が、なんとも言えぬ哀愁に満ちた音色を出す。ヒビの入っていないものは極めて貴重で、地球上には1ダースもなく、どんなに高値でも欲しがる者には事欠かない。これを無許可で発掘することは厳罰に処せられる。）
ベイトンがレストランにいるとき、盗品故買人であるコーンウエルが声をかけてきた。歌う鐘の隠し場所が書かれた地図を持っているという。月で鉱山師をしていた男が、どっさり集めて隠しておき、処分先を探すため地球に来ているあいだに事故にあって死んだらしい。ベイトンが宇宙船を操縦することができるので、話しかけてきたのだ。ベイトンは8月10日に出発すると言った。彼は何年も前から8月中は山荘で一人暮らしをしていたので、その期間なら地球を離れても怪しまれないからだ。
7月末になるとベイトンは山荘に行き、近くの馴染みの店でいつもの年と同じ量の食糧などを買った。いつもの年と同じように、山荘の周りに磁力網を張り巡らせ他人との接触を断った。月面に滞在しているあいだに不要となる食糧などは、分子まで分解する機械で処理した。8月9日に、彼は自家用飛行機で指定の場所に着いた。宇宙船はコーンウエルが準備していた。2日間かけて月に飛んだ二人は、地図をもとにして宝探しを始めた。地図が不十分だったので隠し場所を見つけるまでに2週間もかかったが、ベイトンの想定内の日数だった。歌う鐘は2ダースもあり、それらを船に積みこんでからベイトンは熱線銃を取り出した。コーンウエルの死体を月に残したまま、ベイトンは8月29日に地球に戻ってきた。歌う鐘を隠したあとで、宇宙船を自動操縦で打ち上げ、原子炉を自爆させて証拠を隠滅した。
自家用飛行機で山荘に戻ったベイトンのもとに、警察がやって来たのは半日後だった。警察もベイトンが怪しいとにらんでいたのだ。死体を月に残したのも、警察に挑戦しようとする彼の性格のあらわれだった。でも決定的な証拠がない。8月中にベイトンの姿を見た者は地球上に一人もなく、彼自身もアリバイを証明できないと言っている。困った警察はウェンデル・アース博士に相談した。博士自身も、ヒビ割れたものではあるが歌う鐘を所有しており、その希少さを理解していた。
アース博士とベイトンが会わせられたとき博士は、地球を離れて宇宙に行った者は身近にあるものを忘れてしまうと話した。そして自分が持っている歌う鐘を、おもむろにベイトンに放り投げた。鐘を受け取ったベイトンに対して、博士は投げ返してくれと言う。ベイトンが投げた歌う鐘は、博士の手前に落ちて壊れた。アース博士が言った。「しばらく地球を離れていた者は、重力の強さを忘れてしまう」。ベイトンは逮捕され、博士は事件を解決した報酬としてヒビのない歌う鐘を要求した。

### もの言う石The Talking Stone
※初出『F&SF』1955年10月号。ウェンデル・アース博士もの。ケイ素生物シリコニーが登場する。
超原子力エンジンの不調を修理するため、宇宙船「ロバートQ」が、小惑星帯のステーションに入港してきた。船内に入った整備士は、船長が隠していた卵型のケイ素生物シリコニーを偶然見つけた。
シリコニーは今まで発見された最大のものでも直径2インチ程度だったが、それは直径1フィートはある怪物だった。船長にどこで見つけたかを問いただすと、答えをはぐらかすかのように「小惑星の上」とだけ答える。船長はこの個体に古い本を読んで聞かせて、言葉を教えたらしく、いきなりキーキーという声で英語の言葉をしゃべりだした。船にあった。シリコニーがガンマ線の多い環境では、大きく育つことを整備士は知っていた。整備士は、この個体がいた小惑星にはガンマ線が、つまりウラニウムが豊富にあるはずであり、ウラニウム採掘は国家事業で、ウラニウム星のありかを隠している船長は逮捕されなければならないと考える。
やがてロバートQの修理が終わり、船は地球に向けて出発した。整備士は、小惑星警察にロバートQを捕まえさせるために、途中でエンジンが止まるような細工をしていた。その旨を警察に無線連絡している頃、ロバートQは流星に衝突して大破し漂流していた。乗組員は全員死亡したが、シリコニーはまだ生きていた。警察艇は瀕死のシリコニーを回収し、ウラニウム星の座標が書かれたものがどこにあるかを尋ねたが、シリコニーは「小惑星（アステロイド）」とだけ言い残して死んだ。小惑星の座標をその上に残しておくのは危険であるため、警察はロバートQの船体の隅から隅まで、船室の壁の中まで分解して調べたが、座標の数字が書かれた場所や書類を見つけられず、地球にいるウェンデル・アース博士を訪れて助言を求めた。
アース博士は、シリコニーが残した最後の言葉「小惑星」に注目した。太陽の周りを巡る小惑星も宇宙船も、シリコニーが古い本から教えられた貧弱な知識の範疇では同じものであり、「小惑星」とはロバートQのことではないかと指摘し、最初から数字の書いてあるところを探すよう助言する。それは船籍番号やエンジン番号、力場発生機番号などが記された銘板だった。改めて調べてみると、それらの銘板には、故意に順序は変えられているものの、間違いなく小惑星の座標を示す3つの数字があった。こうしてウラニウム小惑星の位置は解明された。この成果に対して、アース博士は、大きくて活きのいいシリコニー1匹を要求する

### その名はバイルシュタインWhat's in a Name?
※初出 The Saint Detective Magazine 1956年6月号。非SF。
大学の化学図書館に勤める二人の女性司書、スーザンとマリーはとてもよく似ていた。血のつながりはないが、体型も容姿も双生児と呼ばれるほどだった。ある日の午後、マリーが殺された。警察から警視が来て捜査を始めた。死因は、砂糖つぼに入れられた青酸化合物による毒殺だった。大学の研究室には青酸カリがあり、昼間は鍵をかけずに保管しているらしい。盗む気になればだれでも可能である。その時間帯に図書館に出入りした人物にあたってみても、犯人はわからなかった。それでもヒントがあった。一人の男子学生をめぐって、スーザンとマリーが争っていたらしい。さらに、ドイツ訛りで話す毛皮商人が「殺虫剤のことを調べるためこの図書館に入り、受付で名乗ったときに、そこに出ていた女の子がほほ笑んだと」と証言するが、スーザンもマリーも同じような服を着ていたので、どちらかわからないという。
スーザンに、そのとき笑った理由を聞くと、たんに愛想笑いをしただけと答えた。毛皮商人に関係することで笑ったのかと聞いても、それは違うという。毛皮商人の名前を尋ねれば、ありふれた名前だったので覚えていないという。だが、毛皮商人の「バイルシュタイン」という名前は化学に関係する仕事をしている人間ならば忘れられないものだった。毛皮商人が名乗った名前を覚えていないと話すスーザンが、受付に出ていたはずがない。そのとき受付にいたのはマリーであることは確実だった。そのことを指摘されてスーザンは、マリーが受付に出ている間、砂糖つぼに青酸カリを詰めたことを這う状する。

### やがて明ける夜The Dying Night
※初出『F&SF』1956年7月号。ウェンデル・アース博士もの。短編集『停滞空間』にも収録されている。
地球で開催された学会に、四人の同級生が集まった。彼らは同じ大学院で学んだ仲間だったが、そのうちのひとりヴァリアーズはリューマチ熱に罹り、心臓に障害を持っていた。彼は四人の中で最も優れ将来を嘱望されていたのだが、病気のためにロケットの加速に耐えられず、地球を離れることはできなかった。ほかの三人はそれぞれ月面、小惑星セレス、そして水星に赴任した。地球に残された男は、三人に対して憎悪に近い感情を抱いていた。いま四人は同じホテルに宿泊している。ヴァリアーズが三人が集まっている部屋を訪ねてきた。彼は質量移転法について明後日の会議で発表すると話した。それは事前通告もせず、配布資料も準備せずに衝撃的に発表するらしい。会議の議長であるマンデル博士の目の前で実演してみせたら、発表する許可を得られたともいう。ヴァリアーズは自分の部屋に戻り、夜の11時ころに、今度は三人組のほうから彼の部屋を訪ねた。ヴァリアーズは自分用の資料を隠すような仕草をして三人を追い払った。
翌日の未明に、三人組はマンデル博士によって起こされ、彼の部屋に集められた。ヴァリアーズが死亡し、彼の発明の資料が燃やされていた。そしてヴァリアーズは、死に際にマンデルに電話して「同級生が…」と言ったらしい。三人をマンデルは問い詰めたが、誰も身に覚えがないという。すでに死体が運び出されたヴァリアーズの部屋に行ったのは、ちょうど夜明けのころで、窓の外にある窪みに記録用フィルムが隠されているのを見つけた。日光によってフィルムはほとんど感光していた。事件の解決を図るべく、ウェンデル・アース博士のところに一行は向かった。
アース博士が注目したのは、光に弱い記録用フィルムをわざわざ外に隠したことだ。地球以外の天体では、空気のない屋外に出る人間はほとんどなく、フィルムが発見されないことは簡単に予想できる。だが自転している天体では、ほとぼりが冷めるまでには何回も朝を迎えてしまい、フィルムは感光する。ひとつだけ永遠の昼と永遠の夜だけの天体がある。犯人は水星の研究所にいる男であり、永遠の夜の中で生活していた男は、朝が来るということを忘れていた。
犯人は深層心理検査にかけられ、ヴァリアーズの資料をフィルムに写したとき、あるいは燃やしたときの記憶を引き出されるだろう。そうすれば質量移転装置を作ることができる。事件を解決したことへのアース博士の要求は、装置が完成したらそれを使ってある場所に行くことだった。乗り物嫌いの博士でも、質量移転は乗り物とは思わず、むかし知り合った女性に会いに行きたいそうだ。

### 金の卵を産むがちょうPâté de Foie Gras
※初出『アスタウンディング』1956年9月号。
ある農園主から、ガチョウの卵に関する問い合わせが頻繁に来た。農務省に務める男が、その方面に出張するついでにその農園に寄ってみた。農園主が差し出したガチョウの卵は、信じられないくらい重かった。落としてみると、白い殻の下は黄色に光っている。男は「金の卵」だと直感し、農場主から卵を預かった。卵の分析が始まった。卵の殻は厚さ2㎜のまぎれもない金で覆われ、その中は普通の白身と黄身だった。栄養成分も異常なかったが、重金属に汚染されているため孵化しなかった。続いて学者と軍人から成る遠征隊が、親ガチョウを調べるために派遣された。農園には機関銃陣地が据えられ、銃を持った兵士がパトロールした。親ガチョウの血液は、肝静脈の金イオン濃度が高いことから、肝臓で金が作られていると考えられた。

### 死の塵The Dust of Death
※初出 Venture Science Fiction Magazine 1957年1月号。
ルーウェス博士は、他人のアイデアを横取りしてばかりいたので嫌われていた。無名の学生が考案した月面の実験設備も、自給自足式の宇宙原子炉を設計した一技術者の功績も、ルーウェスは自分の業績にしてしまった。土星の衛星タイタンから戻ったばかりのファーリイの成果も、ルーウェスのものにされてしまった。我慢できないファーリイは、ある仕掛けでルーウェスを殺害しようとした。

### A Loint of Paw
※初出『F&SF』1957年8月号。日本語版では、「英語の諺を洒落に使った作品」という理由で翻訳されていない。

### ヒルダぬきでマーズポートにI'm in Marsport Without Hilda
※初出 Venture Science Fiction Magazine 1957年11月号。短編集『停滞空間』にも収録されている。
その男は、1ケ月の休暇を地球で過ごすまえに、マーズポートで息抜きをするのが常だった。いつもなら妻のヒルダが、マーズポートで待っていて一緒に過ごすのだが、今回彼女は母親の看病をしなければならないので、地球にとどまったままだ。マーズポートは太陽系内でも指折りのいかがわしい町で、男にも知り合いの商売女がいた。ヒルダがいない今がチャンスなので、さっそく男は女に映像電話をかけて会う約束をとった。でも緊急の仕事が入ってしまった。きわめて大事な仕事だ。男は仕事の合間に何度も女に電話して、会う時間を順々に遅らせてもらった。やっと仕事が片付き、報酬としてもらった高額小切手を、映像電話で女に見せて機嫌を直してもらった。電話が終わると、男の名を呼びながら見慣れた女が近づいてくる。母親の症状が良くなり、看病から解放されたヒルダがやってきたのだ。

### 真空漂流Marooned Off Vesta
※初出『アメージング・ストーリーズ』1939年3月号。アシモフのデビュー作。
宇宙船が隕石に衝突して破壊された。残っているのは、船体のほぼ1割にあたる3部屋と三人の生存者。窓からは数百マイル離れたところに、人間の住んでいる小惑星ヴェスタが見える。船はヴェスタを回る軌道にあるようだが、ロケット装置も無線機もないため、移動することも救助を求めることもできない。彼らが遭難したことは、宇宙船が目的地に予定どおり着かないまではわからない。ヴェスタからだって、小さな船の破片を積極的に探そうとしなければ、見つけることができない。手元にあるのは3日分の酸素、1週間分の食糧、そしてあり余るほどの水。3日以内に何らかの手を打たないと、全員窒息して死んでしまう。いろいろと話し合ううちに、一人の男があるアイデアを思いついた。彼は宇宙服を着ると、熱線銃を持って部屋から出て行った。彼の目的は1年分の水が入ったタンクだった。

### 記念日Anniversary
※初出『アメージング・ストーリーズ』1959年3月号。アシモフのデビュー20周年を記念して書かれた「真空漂流」の後日談で、ミステリ的要素のない「真空漂流」をミステリとして解決している。
宇宙船「シルバー・クイーン号」の遭難から奇跡的に生還した三人の男は、毎年1回の「記念日」を設けた。難破した日を忘れないためだ。それでも20年経つうちで、三人が全員集まったのは今回が初めてだった。乾杯してから話を始めると、一人の男が破壊された宇宙船のその後について語った。あの船には世界有数の偉大な数学者が乗っていて、もちろん彼は犠牲になった。宇宙保険会社ではシルバー・クイーン号の残骸を回収したが、それはスクラップにされることもなく、小惑星ヴェスタで厳重に保管されている。いまでも船の破片を見つければ、相当の値段で買ってくれる。破壊行為の証拠を探しているのかと思ったが、そうではないようだ。三人がマルティヴァックの端末で、現在も破片の回収作業が続いているかを訊くと、「イエス」との答え。その理由を訊けば「答えられない」という。
数学者がガニメデで開催される会議に向かっており、その旅のあいだ船室から一歩も出ず、食事も部屋へ運ばせていたことを三人は思い出した。なにか重大な発見または発明をして、その論文か設計図を作成するため、あるいは人に見られないように閉じこもっていたのかもしれない。死んだ数学者とかつて共同研究をしていて、まだ存命中の博士の情報をつかんだ三人は、ニセ電話をかけて聞いてみた。「保険会社の者ですが、遭難した数学者の件について新たに思い出したことはありませんか？」。その電話でのやりとりのなかで、彼らは「アン・オプティコン（An Optikon）」という言葉を知った。宇宙保険会社も金属類だけを回収していることから、求めているものは設計図などの書類ではない。その数学者は光学の専門家でもあったので、アン・オプティコンとはなんらかの光学機器を表す言葉ではないかと考えた。
それは今でも宇宙空間を漂っているのか?
突然この家の男が、漂流中に拾ったものがあると言い出した。宇宙船の残骸の外で活動しているときに、浮かんでいるものを拾い、宇宙服のポケットに入れたというのだ。捨てた記憶がないので、この家のどこかにあるはずだ。三人が探したところ、まず万年筆があった。それにはあの数学者のイニシャルが彫られていた。つぎに双眼鏡の形をしたものを見つけたが、それにはレンズが無かった。壊れてしまったのかと思いながら、それ撫でていた一人がひらめいた。「アン」とは「ひとつ」の意味ではなく、否定を示す「無い」だったのだ。アナーキィが「無政府」を、アノニマスが「無名」を表すように。これにレンズが無いことも説明できる。さっそく双眼鏡を覗いてみると、ちゃんと遠くが見える。さらにつまみを調整すれば顕微鏡にもなる。三人は宇宙保険会社に持ち込むかわりに、政府に届け出ることにした。金儲けよりも新しい光学技術の再発見者としての名声を選んだ。

### 死亡記事Obituary
※初出『F&SF』1959年8月号。
ランスロットが新聞を読んでいると、彼とはきわめて仲が悪いが、成功した有名な学者の死亡記事が載っていた。それには美辞麗句がちりばめられ、まるで第二のアインシュタインのようにまつり上げられていた。ランスロットも、自分の正真正銘の死亡記事を読みたいと思った。彼は時間旅行の研究をしていて、それなりの成果を上げていた。複製を3日間だけ存在させることはできたが、生き物は死体になってしまった。彼の計画はこうだった。まず自分の複製をつくり、彼自身はどこかに隠れる。複製は死体に間違いないから、医者に死亡診断書を書いてもらい、葬儀社に連絡し新聞社にも情報を流す。新聞に載った自分の死亡記事を隅から隅まで読む。3日過ぎて複製が消えるころに本人が登場して時間旅行についての発表をする。彼は賞賛されその名声は歴史に刻まれるというものだった。
ランスロットは計画を実行した。細かいところは妻に手伝わせた、複製には青酸カリで死んだような細工をほどこし、医者はそれを認めて死亡診断書を書いた。妻が葬儀社と新聞社に連絡すると、新聞記者が取材に訪れた。次の日、隠れているランスロットのもとに、妻が新聞を持ってきた。それには「原子科学者の謎の死」と書かれてあった。彼は自分の死亡記事を隅から隅まで読み、そして何度も読みかえした。ランスロットは満足だった。3日経って複製が消えたとき、妻がいれたコーヒーを飲んで彼は死んだ。コーヒーには青酸カリが入っていた。妻はあれこれ命令する夫に不満を持ち、嫌気がしていたのだ。妻は複製が消えてなくなった棺桶に、ランスロット本人の死体を入れた。複製の死体が、本人の死体に代わっただけだ。やがて葬儀が行われた。いま妻は自由で、金もあり、友達もできた。妻は満足だった。

### スター・ライトStar Light
※初出『サイエンティフィック・アメリカン』1962年10月号。
その老人は、30年以上もの時間をかけて準備してきた。ひとつは、何千体ものロボット用の電子頭脳が作れる量の「クリリウム」。これは銀河系のどこに行っても、数千万クレジットの価値がある。二つ目は、スペクトルがO、B、A、F型の明るい恒星を網羅した銀河星図。この星図は最高のコンピューターに記憶され、どこに超空間ジャンプしても自分の位置を判定することができる。足りないものは、宇宙船と操縦士。老人はトレントを雇い、警察から逃げる方法を説明した。計画を実行するとき、老人が持ってきたクリリウムを受け取ったトレントは、老人をナイフで刺し殺した。死体はそのままにしておいて、トレントは船に乗り込み出発した。警察に追われたが、超空間ジャンプで逃げた。通常空間に出ると、すぐにコンピューターを作動させた。だが1時間かかっても位置がわからない。近くには明るい星がある。望遠鏡で調べると、それは新星だった。コンピューターは理解できず、いつまでも計算を続けた。

### 鍵The Key
※初出『F&SF』1966年10月号。ウェンデル・アース博士もの。
ジェニングスとストラウスは、月面で宇宙船の一部のようなものの残骸を見つけた。母船に持ち帰って調べると、きわめて古い人工のものであるが、この付近で遭難した宇宙船の記録はない。二人は異星人のものと結論づけて、さらに証拠となるものを探した。いくつもの破片のほかに、土に埋もれた装置らしきものも見つかった。この装置の前で二人が討論し、感情がたかぶったときに装置の表面が光った。二人はお互いの心のなかを見た。ストラウスという男は、自分たちが真の人間であると信じ、人類の多様性と融通性を破壊しようする「ウルトラ党員」だった。その装置が人間の感情を増幅することがわかった。また二人のうちで、装置を扱えるのはジェニングスだけだ。これをウルトラ党に渡すわけにはいかないと考えたジェニングスは、ストラウスの行動を抑えるよう念じながら、滑走艇に向かった。一瞬だけ抑える力が弱まったとき、ストラウスはナイフを使った。ジェニングスが激痛に悲鳴をあげると、ストラウスはのたうち回っていた。装置が感情を増幅して伝えたのだ。怪我を負いつつも滑走艇に乗りこんだジェニングスは離陸した。追跡を恐れて無線は使わなかった。艇の中には宇宙服も医療品もあったが、出血多量で死ぬのは時間の問題だ。なんとか装置を隠したジェニングスは、隠し場所のヒントを記したメモを残して死んだ。
ジェニングスの死体とメモは発見された。ストラウスは心を失って精神錯乱状態になっていた。メモには7つの記号と、地球を指した矢印ひとつが書かれている。記号を分析すると、月面のクレーターの名前を表しているようにも思える。矢印のほうは、地球が頭上に見える場所を示しているようにも見える。でもこれだけでは、広い月面から装置を探し出すことは不可能に近い。ジェニングスが大学生のとき、ウェンデル・アース博士の講義を受けていたことが判明したとき、一人の男が言った。「地球に向けた矢印は、アースに会えの意味ではないか？」。
アース博士のもとを訪れた連邦検察局の一行は、これまでのいきさつを話し残されたメモを見せた。博士はジェニングスとメモとの関連を考えていて、ジェニングスは駄洒落が好きだったことを思いだした。地球への矢印は、アース博士へ行けに間違いないだろう。他の7つの記号は意味あるものとは思えず、目くらましのためでたらめに書いたようだ。メモは隠し場所への「鍵」を示しているが、それは個々の記号ではない。このメモ用紙全体が鍵（鍵は英語でクルー）の意味だ。かつてクローという名の数学者で天文学者の、ドイツのイエズス会士がいた。クルーとクローを駄洒落にしたのではないか。クローはラテン語で「クラヴィウス」になるが、クラビスというラテン語にも鍵という意味があり、これも駄洒落だ。従ってクラヴィウス・クレーターの、地球が最も高く見える場所を探しなさい、と指示した。アース博士は対価として、乗り物嫌いの博士を旅行に連れていこうとする姪を説得してもらうことを要求する。

### 反重力ビリヤードThe Billiard Ball
※初出『イフ』1967年3月号。
ブルームは派手で背が高く、肩幅が広くてがっちりしせっかちな自信家で、むろん頭も良かった。彼は直観力を武器にして様々な理論を構築し、その特許料によって大金持ちになっていた。一方彼の友人であるブリス教授は優秀な頭脳を持つ一方、のろまであった。二人は、正反対の生き方をしていた。ある日のこと、ブルームが反重力を発見しそれを公開することになった。派手好きの彼は、反重力ビリヤードの装置を作り、公開の場でブリス教授にビリヤード勝負を申し込むことにした。いやいやながらも、ブリス教授は申し込みを受けて立った。衆人が見守るなかで公開実験が始まった。ブルームが反重力の理論を説明し、装置のスイッチが入れられた。最初に玉を突く栄誉を得たのはブリス教授である。教授はしばらくのあいだ、台と玉とブルームの立つ位置を確認してから、玉を一突きした。その瞬間ブルームの体に異変が起こった。

## 日本語訳
- アイザック・アシモフ; 田中融二他訳『アシモフのミステリ世界』早川書房〈ハヤカワ・SF・シリーズ〉、1973年。風見潤解説。
- アイザック・アシモフ; 小尾芙佐他訳『アシモフのミステリ世界』早川書房〈ハヤカワ文庫SF〉、1988年10月。風見潤解説。ISBN 4-15-010792-0